# روميو ميلر
روميو ميلر (بالإنجليزية: Romeo Miller) هو رابر وشخصية أعمال ولاعب كرة سلة وعارض ومغني وممثل أمريكي، ولد في 19 أغسطس 1989 بنيو أورلينز في الولايات المتحدة.

## أعمال

### أفلام
- (2003) عسل[7]

## وصلات خارجية
- روميو ميلر على موقع IMDb (الإنجليزية)
- روميو ميلر على موقع ألو سيني (الفرنسية)
- روميو ميلر على موقع ميوزك برينز (الإنجليزية)
- روميو ميلر على موقع أول موفي (الإنجليزية)
- روميو ميلر على موقع قاعدة بيانات الأفلام السويدية (السويدية)
- روميو ميلر على موقع إن إن دي بي (الإنجليزية)
- روميو ميلر على موقع أول ميوزيك (الإنجليزية)
- روميو ميلر على موقع ديسكوغز (الإنجليزية)
- روميو ميلر على موقع ديسكوغز (الإنجليزية)
- روميو ميلر على موقع قاعدة بيانات الفيلم (الإنجليزية)